# ۱۵۳ (پیش از میلاد)
۱۵۳ (پیش از میلاد) ۱۵۳مین سال قبل از تقویم میلادی است.